# The Unseen
The Unseen je americká street punk/hardcoreová kapela založená v roce 1993.

V počátcích byli známí jako The Extinct a rok po vzniku vydali první EP Too Young To Know... Too Reckless To Care. Další dvě následovala před vydáním debutového alba Lower Class Crucificion u A-F Records. Pod stejným vydavatelstvím vydali ještě jedno album a dvě EP, než podepsali smlouvu u BYO Records a následně u Hellcat Records. U obou labelů vydali dvě další alba, takže v současnosti mají na kontě 6 alb, 5 EP a 2 kompilace.

## Diskografie
- 1994: Too Young To Know... Too Reckless To Care (EP)
- 1996: Protect And Serve (EP)
- 1996: Raise Your Finger Raise Your Fist (EP)
- 1997: Lower Class Crucifixion
- 1998: Tom and BootBoys Split (EP)
- 1998: Boston's Finest - Split (EP)
- 1999: So This Is Freedom
- 2000: Totally Unseen: The Best Of Unseen (Kompilace)
- 2001: The Anger & The Truth
- 2002: The Complete Singles Collection 1994-2000 (Kompilace)
- 2003: Explode
- 2005: State of Discontent
- 2007: Internal Salvation

## Členové

### Aktuální členové
- Mark Unseen – bicí, zpěv (1993–2003), hlavní zpěv (2003–současnost)
- Scott Unseen – elektrická kytara, zpěv (1993–současnost)
- Jonny – elektrická kytara, zpěv (2006–současnost)
- Tripp Underwood – basová kytara, zpěv (1993–současnost)
- Pat Melzard – bicí (2002–současnost)

### Bývalí členové
- Paul Russo – zpěv, kytara, baskytara, bicí (1995–1997, 1998–2003)
- Brian Riley – kytara, zpěv (1997–1999)
- Marc Carlson – zpěv (1993–1995)
- Brad Logan – kytara